# Jan Waaijer
Johannes Bartholomaeus (Jan) Waaijer (De Bilt, 24 augustus 1952) is een Nederlands econoom, politicus en bestuurder. Hij is lid van het CDA.

## Biografie
Na de hbs te hebben afgerond studeerde hij economie aan de Erasmus Universiteit Rotterdam. Tijdens zijn studiejaren was hij bij het CDA fractie-assistent in de gemeenteraad van Rotterdam.
In 1978 werd hij verkozen in de Provinciale Staten van de provincie Zuid-Holland. Daarna werkte hij bij de Vereniging van Nederlandse Gemeenten (VNG) en de Raad voor de Gemeentefinanciën.
In 1985 werd hij burgemeester van Schipluiden; deze post verruilde hij in 1994 voor die van Ridderkerk. Op 1 maart 2004 werd hij burgemeester van Zoetermeer. Hiervoor was eerst een referendum georganiseerd dat echter als mislukt werd beschouwd omdat het opkomstpercentage te laag lag; wel kreeg hij de meeste stemmen. Tijdens zijn ambtsperiode als burgemeester verschilde zijn optreden sterk met dat van zijn voorganger Luigi van Leeuwen. Zo vond hij van zichzelf: "Je moet niet een te groot ego hebben". En "Het zou fijn zijn als mensen mij herinneren als een man met visie en iemand die echt tussen de mensen staat". Op 12 september 2011 maakte Waaijer bekend dat hij per 1 september 2012 zou terugtreden als burgemeester. 
Van september 2012 tot 28 februari 2013 was hij waarnemend burgemeester van Woerden. Hij heeft in 2004 deelgenomen aan de naar hem genoemde CDA-commissie-Waaijer die zich boog over het regeringsvoorstel om vanaf 2006 over te gaan op een gekozen burgemeester. De commissie kwam tot de slotsom dat dit voorstel niet evenwichtig genoeg zou zijn en adviseerde daarom negatief. Van april 2014 tot februari 2016 was hij waarnemend burgemeester van Oegstgeest en van 10 oktober 2016 tot en met december 2018 was hij waarnemend burgemeester van Strijen.
Jan Waaijer is getrouwd en heeft twee kinderen.